# Delikatna przesyłka
Delikatna przesyłka (ang. Donald's Ostrich) – amerykański krótkometrażowy film animowany z 1937 roku w reżyserii Jacka Kinga.